# Marie-Chantal Demaille
Marie-Chantal Depetris, coniugata Demaille (Saint-Fraimbault, 17 dicembre 1941 – Avignone, 18 febbraio 2025), è stata una schermitrice francese.

## Biografia
Fu vincitrice di una medaglia d'oro e due di bronzo ai campionati mondiali di scherma. All'età di 70 anni divenne campionessa mondiale di fioretto e spada nella categoria Master.
Marie-Chantal Demaille è morta nel 2025.